# Lula
肯雅拉特·坦塔龐猜（羅馬化：Kanyarat Tathapornchai，1980年8月13日—），藝名為Lula（ลุลา），是泰國歌手，於2008年2月9日发行第一張新專輯Urban Lullaby，歌曲內容主要以輕鬆的旋律加上甜美清晰的嗓音為主。她接著演唱泰劇《粉色阿鼻地獄》的主題曲，之後在2010年也發行一張Twist。也曾經翻唱過英文歌曲Last Christmas。Lula隸屬於泰國bossa大本營Classy唱片的旗下，演出過泰國電影《明日邊界》的女主角。

## 外部連結
- ula介紹 （页面存档备份，存于）